# Абрамкин, Валерий Фёдорович
Вале́рий Фёдорович Абра́мкин (19 мая 1946, Москва — 25 января 2013, Москва) — российский общественный деятель, правозащитник, член Московской Хельсинкской группы, один из зачинателей движения КСП, борец за права заключённых и гуманизацию системы исполнения наказаний, социальный критик.

## Биография
Родился 19 мая 1946 года в Москве, в рабочей семье. В 1970 году окончил Московский химико-технологический институт (МХТИ). Работал инженером-химиком в Научно-исследовательском институте неорганических материалов, занимался атомными технологиями.
В молодости начал сочинять песни, а в середине 1960-х стал одним из инициаторов создания московского Клуба самодеятельной песни (КСП). В середине 1970-х продолжил деятельность по организации песенного сообщества уже вне рамок КСП, начал заниматься неподцензурной литературной работой. Ученик историка и писателя Михаила Гефтера. Принимал участие в выпусках самиздатовских журналов «Воскресение» и «Поиски». Эта деятельность воспринималась властями как антисоветская и вызывала сильное раздражение КГБ.
В декабре 1979 года Абрамкина впервые арестовали. Почти год провёл в Бутырской тюрьме. За распространение самиздатовского журнала «Поиски» и публикацию антисоветских материалов в октябре 1980 года был приговорён к трём годам лишения свободы в колонии общего режима по статье 190-1 УК РСФСР («распространение клеветнических измышлений, порочащих советский общественный и государственный строй»). Отбывал наказание в колонии на Алтае, где заболел туберкулёзом и другими серьёзными недугами. В 1982 году, ещё не досидев первый срок, был повторно осуждён и приговорён ещё к трём годам лагерей по той же статье. На этот раз речь шла о колонии строгого режима. Освободился в 1985 году благодаря протестам западных правозащитных организаций.
После освобождения, в декабре 1985 года, Абрамкин был выслан под надзор милиции в отдалённую деревню Тверской области, где преподавал в школе для детей с дефектами умственного и психического развития. В Москву власти разрешили ему вернуться только в начале 1989 года. Сразу включился в правозащитную деятельность, вступил в Московскую Хельсинкскую Группу, создал неправительственную организацию «Тюрьма и Воля». В 1992 году на её базе возник Центр содействия реформе уголовного правосудия. В одном из интервью на вопрос, кем он себя считает, Абрамкин ответил, в числе прочего, что арестантом. Помимо собственного опыта лагерной жизни поводом для такого ответа стала активная волонтёрская деятельность Абрамкина, направленная на помощь заключённым.
В 1997—2000 гг. был членом Постоянной палаты по правам человека Политического консультативного совета при Президенте РФ, с 2002 года член Комиссии по правам человека при Президенте РФ (впоследствии преобразована в Совет при Президенте Российской Федерации по содействию развитию институтов гражданского общества и правам человека), член Общественного Совета при министре юстиции РФ (с августа 2003), Комиссии по правам человека при мэре города Москвы, директор Центра содействия реформе уголовного правосудия. Характеризуя выступления Абрамкина на встречах президента Путина с членами Совета по правам человека, профессор Александр Аузан отметил замечательный лозунг Абрамкина «Отдайте тюрьмы народу!» в 2006 году и опыт «крайне полного совпадения взглядов» Абрамкина и Путина в 2002 году.
В 2005 г. в публичной лекции в рамках проекта "Публичные лекции «Полит.ру» Абрамкин сказал: «Предательство есть самый страшный грех в зоне. За шесть лет мне лично пришлось участвовать в убийстве семи человек. Убитыми были предатели и „прессовщики“». В связи с этим сотрудники прокуратуры потребовали у него объяснений и он письменно заявил, что был свидетелем внутрикамерных убийств и изнасилований, но участия в них не принимал.
Известен как сторонник концепции «открытой тюрьмы» — пенитенциарного учреждения, доступного для общественного контроля, регулярного посещения всеми гражданами, не только родственниками заключённых.
Был автором и ведущим передачи «Облака», выходившей в эфир на «Радио России».
Был женат на правозащитнице Екатерине Юрьевне Гайдамачук (р.1949), имел сына и дочь.
В последние годы жизни у Валерия Фёдоровича обострился туберкулёз, этим недугом он заболел ещё в заключении. Скончался в Москве 25 января 2013 года на 67-м году жизни.
Соболезнования в связи с кончиной Абрамкина выразил президент РФ В. В. Путин. Глава государства особо выделил независимую точку зрения правозащитника, а также отметил его вклад в развитие и гуманизацию отечественного законодательства, в укрепление современной системы обеспечения прав и свобод граждан.
Похоронен на Троекуровском кладбище.

## Награды
- Медаль «Спешите делать добро».
- Благодарность Президента Российской Федерации (30 апреля 2008 года) — за большой вклад в развитие институтов гражданского общества и обеспечение защиты прав и свобод человека и гражданина[11].

## Память
В память об Абрамкине Центром содействия реформе уголовного правосудия и другими правозащитными организациями проводятся Абрамкинские чтения, посвящённые состоянию соблюдения прав заключённых.

## Публикации
- Валерий Абрамкин Тюремная субкультура // Отечественные записки, № 41 (2), 2008